# Vittaria amboinensis
Vittaria amboinensis là một loài dương xỉ trong họ Pteridaceae. Loài này được Fée mô tả khoa học đầu tiên năm 1851.